# 名田庄村
名田庄村（なたしょうむら）は、福井県の南西部の山間部にあった村。丹波山地の北斜面に位置する。通称は「なたのしょう」、「なたんしょ」。
若狭と京都を結ぶルートの一つ周山街道があり、かつては魚介類や塩がこの道を通り運ばれていた。陰陽師の安倍晴明ら安倍氏の子孫である土御門家が、京都からこの地に移り陰陽道の流れを受け継いでいることで知られている。
2006年（平成18年）3月3日、同村と大飯郡大飯町が合併しおおい町が新設され、それに伴って福井県からは村がなくなった。

## 地理
若狭湾のほぼ中央である小浜湾と京都盆地の間、丹波山地にある。
- 山：頭巾山、 八ヶ峰、三国岳（標高776.1m[1]、北緯35度21分19.1秒 東経135度46分06.7秒 / 北緯35.355306度 東経135.768528度、京都府と滋賀県の境の三国岳の北北西に位置する）
- 河川：南川、染ヶ谷川[2]、槙谷川[2]、久田川[2]

- 峠 ： 杉尾峠（北緯35度21分15.5秒 東経135度43分14.5秒 / 北緯35.354306度 東経135.720694度）[3]、五波峠（北緯35度20分46.3秒 東経135度41分30.7秒 / 北緯35.346194度 東経135.691861度）、知井坂（北緯35度21分23.6秒 東経135度39分37.9秒 / 北緯35.356556度 東経135.660528度）[4]、堀越峠（北緯35度22分11.2秒 東経135度35分29.1秒 / 北緯35.369778度 東経135.591417度）、尼来峠（あまきとうげ）（北緯35度24分05.6秒 東経135度31分31.8秒 / 北緯35.401556度 東経135.525500度）[5]

### 隣接していた自治体
- 福井県
  - 小浜市 - 国道162号で通じていた。
  - 大飯郡大飯町 - 福井県道16号坂本高浜線で通じていた。
- 滋賀県
  - 高島郡朽木村（2005年1月1日より高島市） - 隣接しているが直接通じる道路はない。
- 京都府
  - 北桑田郡美山町 （2006年1月1日より南丹市） - 旧道堀越峠及び国道162号堀越トンネルで通じていた。
  - 綾部市 - 隣接しているが直接通じる道路はない。

## 歴史
村名は、平安末期に成立した荘園である名田荘に由来する。若狭と京都を結ぶ鯖街道の杉尾峠越え、知井坂越え、堀越峠越えが名田庄村を通っていた。

### 沿革
- 1955年（昭和30年）1月1日 - 遠敷郡知三村及び奥名田村が合併して、遠敷郡名田庄村が発足する。
- 2006年（平成18年）3月3日 - 大飯郡大飯町及び遠敷郡名田庄村が合併して、大飯郡おおい町が発足する。

## 行政
- 村長 下中昭治（1991年から）

## 経済

### 産業
- 主な産業 林業主体であったが衰退し、特産はジネンジョ、名田庄漬のブランドで漬物の生産・販売。
- 産業人口（2005年国勢調査）
  - 第一次産業 104人
  - 第二次産業 467人
  - 第三次産業 737人

## 地域

### 健康
- 平均年齢：48.7歳（2005年国勢調査）

### 教育
- 名田庄村立名田庄小学校
- 名田庄村立名田庄中学校

### 郵便
- 名田庄郵便局
- 奥名田郵便局

### 道の駅
- 道の駅名田庄 - 1998年登録。

## 交通

### 鉄道
村内を鉄道路線は通っていない。最寄り駅は、JR西日本小浜線小浜駅など。

### バス路線
- 大和交通
  - 名田庄村路線バス「流星」 - 南川に沿った村内集落を経て小浜市内へ向かう路線を運行。途中小浜駅を経由する。役場前から小浜駅までは約30分。
  - 歴史については高雄・京北線も参照。

### 道路
一般国道
国道162号
都道府県道
福井県道16号坂本高浜線
福井県道35号久坂中ノ畑小浜線
福井県道224号染ヶ谷小倉線
福井県道771号名田庄綾部線 - 京都府との境に位置する尼来峠（あまきとうげ）を境に道が途絶え、通年通行不可能である。

## 名所・旧跡・観光スポット・祭事・催事
- 野鹿の滝
- 暦会館[10]

## 名田庄村出身の著名人
- 中塚寛（政治家、第3代大飯郡おおい町長）
- 荒木さやか（ファッションモデル）- 京都府舞鶴市生まれ、名田庄村出身
- 吉田圭吾（福井テレビジョンアナウンサー）- 名田庄村生まれ、三方町育ち
- 飯めしあがれこにお（お笑い芸人）
- 堂前透（ロングコートダディ）
- 早川翼（陸上競技選手）